# Leila Esfandiari

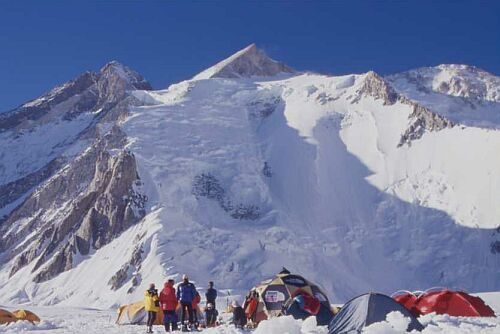
Hochlager unter dem Gipfel des Gasherbrum II

Leila Esfandiari (persisch یلا اسفندیاری; geboren am 16. Februar 1971 in Karadsch, Iran; gestorben am 22. Juli 2011 am Gasherbrum II in Pakistan) war eine iranische Höhenbergsteigerin und Höhlenforscherin. Sie war eine der wenigen Sportlerinnen des Landes, die sich über das Verbot der gemeinsamen Sportausübung von Frauen und Männern hinwegsetzten.

## Werdegang
Leila Esfandiari wuchs in Teheran auf. Nach dem Abschluss ihrer Ausbildung arbeitete sie als Mikrobiologin in einem Krankenhaus der Stadt, gab die Stelle jedoch für die Besteigung der Achttausender auf. Da sie nicht durch Sponsoren unterstützt wurde, verkaufte sie ihren Anteil eines Wohnhauses, um die beabsichtigte Besteigung des K2 zu finanzieren. An diesem Berg erreichte sie eine Höhe von 7565 Metern und musste nach 73 Tagen wegen der schlechten Wetterbedingungen aufgegeben. Der K2 blieb 2010 unbestiegen.
Esfandiari begann um das Jahr 2000 mit dem Klettern und bestieg den 3946 Meter hohen Tochāl. Beim Damavand Mountaineering Club wurde sie zur professionellen Bergsteigerin ausgebildet und bestieg mit den Clubmitgliedern alle hohen Berge des Landes. Sie wurde zweimal an der Bandscheibe operiert, konnte aber weiterhin bergsteigen und klettern. Ebenso war sie an der Begehung von Höhlen interessiert. Esfandiari erkundete die Jeita-Grotte und andere Höhlen im Libanon, leitete 2008 ein Erkundungsprogramm für historische Höhlen sowie die Höhlen am Parâw im Zagros-Gebirge und vertrat den Iran bei internationalen Höhlenforschungsprogrammen, bei dem die Höhlen des indischen Bundesstaates Meghalaya kartiert wurden. Die Erkundung der Woronja-Höhle, eine der tiefsten bekannten Höhlen der Welt, scheiterte wegen der verwehrten Einreiseerlaubnis für Abchasien.
Im Himalaya begann Esfandiari die schwierigsten Achttausender zu besteigen. Sie hatte vor, den Nanga Parbat im Alleingang zu bewältigen, führte aber dann ein iranisches Männerteam zum Gipfel, den sie als erste Frau ihres Landes erreichte. Beachtenswert war der Erfolg des Teams im ersten Versuch. Nach der Aufgabe am K2 war im Juli der Gasherbrum ihr Ziel. Auf dem Rückweg vom Gipfel war sie erschöpft, wollte eine Pause einlegen, glitt aus und verunfallte dabei tödlich. Ihr Leichnam wurde gefunden, aber nicht geborgen, diesen Wunsch hatte sie gegenüber ihren Angehörigen geäußert.

## Erfolge
Berge:
- 2006: Nordwand des Alam-Kuh (4850 m, Iran) mit Munira Rafiei – Erstbegehung der „Polnischen Route (1973)“ durch ein Frauenteam
- 2008: Besteigung des Damawand (5604 m, Iran) über den Yakhargletscher – als erste Frau
- 2008: Nanga Parbat (8126 m, Pakistan)
- 2011: Gasherbrum II (8035 m, Pakistan-China)

Höhlen:
- 2001: Vollständige Erkundung der Parâw-Höhle – die tiefste des Iran
- 2006: Vollständige Erkundung der Namakdanhöhle auf Qeschm – mit 6400 Metern die längste Salzhöhle der Welt[5]

## Filmografie
- 2012: Iran vite tra i vulcani/Iran Living with the Volcanoes. Iceberg Film, Schweiz (Dokumentarfilm mit einem Interview mit Leila Esfandiari).[4][6]

## Belege
1. 1 2  In Memory of Leila Esfandyari. (jadidonline.com, englisch, 25. Juli 2011; abgerufen am 8. Mai 2023)
2. ↑  Bebildertes Tondokument mit englischen Untertiteln. In: In Memory of Leila Esfandyari. (jadidonline.com, Februar 2011; abgerufen am 8. Mai 2023)
3. ↑  Afshin Yousefi: لیلا اسفندیاری و غار ورونجا (کوربورا) عمیق ترین غار دنیا. In: damavandclub.blogspot.com. Juli 2007, abgerufen am 9. Mai 2023 (persisch).
4. 1 2 3 4  pamirtimes.net: Leila Esfandyari – The Mountaineering Queen. (abgerufen am 8. Mai 2023)
5. ↑  irankultur.com: Die Namakdan Höhle; die längste Salzhöhle der Welt. (abgerufen am 8. Mai 2023)
6. ↑  swissfilms.ch: Iran vite tra i vulcani. (abgerufen am 8. Mai 2023)

| Personendaten    | Personendaten                                |
| ---------------- | -------------------------------------------- |
| NAME             | Esfandiari, Leila                            |
| ALTERNATIVNAMEN  | یلا اسفندیاری (persisch)                     |
| KURZBESCHREIBUNG | iranische Bergsteigerin und Höhlenforscherin |
| GEBURTSDATUM     | 16. Februar 1971                             |
| GEBURTSORT       | Karadsch, Iran                               |
| STERBEDATUM      | 22. Juli 2011                                |
| STERBEORT        | Gasherbrum II, Pakistan                      |